# ラジオ演芸もん
ラジオ演芸もん（らじおえんげいもん）は、朝日放送ラジオ（ABCラジオ）で2017年4月2日から毎週日曜日の5:00 - 5:30（2018年9月までは5:25終了）に放送されたラジオ番組。

## 概要
次世代の「演芸もん」の発掘と、制作者やアナウンサーの育成をテーマにした“早朝演芸番組”。
パーソナリティの桂紗綾（ABC→ABCテレビアナウンサー）のパートナーを担う「演芸アドバイザーXさん」と、Xさんがおすすめする芸人「演芸もん」という2組のゲストを、原則として2週にわたって招く。前半コーナー『演芸もん図鑑』では演芸もんの横顔、並びにその芸人のミニ漫才・コントの実演を紹介し、後半コーナー『演芸こぼれ話』ではXさんが演芸・芸人にまつわるこぼれ話を語る。ゲストコーナーが2週ひとくくりになっているのは、前番組『ラジオわろうてい』からの名残である。
オープニングテーマ曲は『テイク・オン・ミー』（原曲歌唱・a-ha）のカバーバージョン。
2018年10月から放送時間を5分拡大したが、単独番組としては2019年3月24日放送分で終了。ただし、桂紗綾が2019年1月からパーソナリティを務める『朝も早よから 桂紗綾です』（ABCラジオ金曜早朝の生ワイド番組）では、同年4月5日から「金曜演芸もん」というコーナーを5:42頃から5分程度放送している。

## 出演

### パーソナリティ
- 桂紗綾（ABC→ABCテレビアナウンサー）

### ゲスト
| 放送日                | 演芸アドバイザーXさん                             | 演芸もん                            | 備考                                                                  |
| --------------------- | ------------------------------------------------- | ----------------------------------- | --------------------------------------------------------------------- |
| 2017年4月2日 4月9日   | 小林仁 （放送作家）                               | 藤崎マーケット （漫才・コント）     |                                                                       |
| 4月16日 4月23日       | 影山貴彦 （同志社女子大学教授）                   | ネイビーズアフロ （漫才・コント）   | 影山は元・毎日放送プロデューサー。 桂は大学生時代に影山の授業を受講。 |
| 4月30日 5月7日        | 小川恵理子 （タレント）                           | チキチキジョニー （漫才）           | Xさん・演芸もん共に初の女性。                                         |
| 5月14日 5月21日       | 三代澤康司 （ABCアナウンサー）                    | 桂雀五郎 （落語家）                 | 大阪市立大学落語研究会の先輩・後輩。                                  |
| 5月28日 6月4日        | 尻谷よしひろ （放送作家・イベントプロデューサー） | おいでやす小田 （ピン芸人）         |                                                                       |
| 6月11日 6月18日       | 中西正男 （芸能ジャーナリスト）                   | グイグイ大脇 （ピン芸人）           |                                                                       |
| 6月25日 7月2日        | 南かおり （タレント）                             | 桂しん吉 （落語家）                 | Xさんと演芸もんとが初の異性。                                         |
| 7月9日 7月16日        | 小林仁 ※2回目                                     | 吉田たち （漫才）                   |                                                                       |
| 7月23日 7月30日       | 上ノ薗公秀 （当番組プロデューサー）               | 笑福亭羽光 （落語家）               | 大阪学院大学落語研究会の先輩・後輩。                                  |
| 8月6日 8月13日        | 東野博昭 （放送作家）                             | 桂りょうば （落語家）               |                                                                       |
| 8月20日 8月27日       | 戸谷公一 （ABCラジオ）                            | 桂華紋 （落語家）                   | 関西学院大学甲山落語研究会の先輩・後輩。                              |
| 9月3日 9月10日        | 米井敬人 （放送作家）                             | ミルクボーイ （漫才）               | 大阪芸術大学落語研究会の先輩・後輩。                                  |
| 9月17日 9月24日       | 尻谷よしひろ ※2回目                               | 紅しょうが （漫才）                 |                                                                       |
| 10月1日 10月8日       | 上ノ薗公秀 ※2回目                                 | 桂春蝶 （落語家）                   |                                                                       |
| 10月15日 10月22日     | 三代澤康司 ※2回目                                 | 桂二葉 （落語家）                   |                                                                       |
| 10月29日 11月5日      | さかいひろこ （落語プロデューサー）               | 月亭天使 （落語家）                 |                                                                       |
| 11月12日 11月19日     | 小林仁 ※3回目                                     | アインシュタイン （漫才）           |                                                                       |
| 11月26日 12月3日      | 田房加代 （ピッコロシアター）                     | 桂あさ吉 （落語家）                 |                                                                       |
| 12月10日 12月17日     | 上ノ薗公秀 ※3回目                                 | 林家染太 （落語家）                 |                                                                       |
| 12月24日 12月31日     | 戸谷公一 ※2回目                                   | 桂吉の丞 （落語家）                 |                                                                       |
| 2018年1月7日 1月14日  | 米井敬人 ※2回目                                   | 笑福亭たま （落語家）               |                                                                       |
| 1月21日 1月28日       | 尻谷よしひろ ※3回目                               | 霜降り明星 （漫才）                 |                                                                       |
| 2月4日 2月11日        | あおきひろえ （絵本作家・落語プロデューサー）     | 月亭遊方 （落語家）                 |                                                                       |
| 2月18日 2月25日       | 小林仁 ※4回目                                     | トット （漫才）                     |                                                                       |
| 3月4日 3月11日        | 三代澤康司 ※3回目                                 | ネイビーズアフロ ※2回目             | 演芸もん初の再出演。                                                  |
| 3月18日               | 中西正男 ※2回目                                   | 霜降り明星 ※2回目                   | 「ABCラジオ スプリングフェスタ2018」にて公開収録。                    |
| 3月25日 4月1日        | 佐藤浩 （写真家）                                 | 桂雀太 （落語家）                   | 佐藤は元・読売新聞演芸担当記者。                                      |
| 4月8日 4月15日        | 上ノ薗公秀 ※4回目                                 | 笑福亭大智 （落語家）               |                                                                       |
| 4月22日 4月29日       | 澤田征士 （放送作家）                             | 代走みつくに （ピン芸人）           | 澤田は『ドッキリ!ハッキリ!三代澤康司です』の構成担当。                |
| 5月6日 5月13日        | 尻谷よしひろ ※4回目                               | ドキドキ☆純情ガールズ （漫才）      |                                                                       |
| 5月20日 5月27日       | 米井敬人 ※3回目                                   | 桂ちょうば （落語家）               |                                                                       |
| 6月3日 6月10日        | 喜多ゆかり （ABCテレビアナウンサー）              | ロングコートダディ （漫才・コント） |                                                                       |
| 6月17日 6月24日       | 小林仁 ※5回目                                     | 祇園 （漫才）                       |                                                                       |
| 7月1日 7月8日         | 三代澤康司 ※4回目                                 | 笑福亭鉄瓶 （落語家）               | 三代澤の肩書が「ABCテレビアナウンサー」に変更。                       |
| 7月15日 7月22日       | 小川恵理子 ※2回目                                 | ボルトボルズ （漫才）               | 女性のXさん初の再出演。                                               |
| 7月29日 8月5日        | いちのせかつみ （生活経済ジャーナリスト）         | アルミカン （漫才）                 | いちのせは桂かい枝のアマチュア弟子。                                  |
| 8月12日 8月19日       | 吉田達 （落語プロデューサー）                     | 笑福亭喬介 （落語家）               |                                                                       |
| 8月26日 9月2日        | 中西正男 ※3回目                                   | ガリガリガリクソン （ピン芸人）     |                                                                       |
| 9月9日 9月16日        | 喜多ゆかり ※2回目                                 | たくろう （漫才）                   | 16日は後枠番組『喜多ゆかりのイベント倶楽部』に桂が出演。              |
| 9月23日 9月30日       | 上ノ薗公秀 ※5回目                                 | 滝音 （漫才）                       |                                                                       |
| 10月7日 10月14日      | 尻谷よしひろ ※5回目                               | ダブルアート （漫才）               |                                                                       |
| 10月21日 10月28日     | 南かおり ※2回目                                   | 旭堂南青 （講談師）                 | 南青は現・旭堂南龍。                                                  |
| 11月4日 11月11日      | 小林仁 ※6回目                                     | マルセイユ （漫才）                 |                                                                       |
| 11月18日 11月25日     | 三代澤康司 ※5回目                                 | ラフ次元 （漫才）                   |                                                                       |
| 12月2日 12月9日       | 喜多ゆかり ※3回目                                 | ジャルジャル （漫才）               |                                                                       |
| 12月16日 12月23日     | 山本量子 （タレント）                             | 露の紫 （落語家）                   |                                                                       |
| 12月30日 2019年1月6日 | 上ノ薗公秀 ※6回目                                 | 金属バット （漫才）                 |                                                                       |
| 1月13日 1月20日       | 米井敬人 ※4回目                                   | 笑福亭智丸 （落語家）               | 大阪芸術大学落語研究会の先輩・後輩。                                  |
| 1月27日 2月3日        | 澤田征士 ※2回目                                   | ベルサイユ （ピン芸人）             |                                                                       |
| 2月10日 2月17日       | 小林仁 ※7回目                                     | プリマ旦那 （漫才）                 | プリマ旦那は現・令和喜多みな実。                                      |
| 2月24日 3月3日        | 本多正識 （漫才作家）                             | からし蓮根 （漫才）                 |                                                                       |
| 3月10日 3月17日       | 喜多ゆかり ※4回目                                 | ロングコートダディ ※2回目           |                                                                       |
| 3月24日 3月31日       | 上ノ薗公秀 ※7回目                                 | 桂吉弥 （落語家）                   |                                                                       |

## 特別番組
- 2017年9月11日未明（9月10日深夜）1:30-4:35生放送　「ラジオ演芸もん ワレワレハワラワレタイSP」
  - 吉本興業創業100周年記念として製作された記録映画『ワレワレハワラワレタイ』[5]とのコラボレーションであり、同興業所属の漫才師・芸人多数をゲストに迎えてのインタビューで構成。
- 2019年7月6日 21:30 - 22:00生放送「ラジオ演芸もんスペシャル」
  - 当初は2019年6月15日の同時間枠に生放送する予定だったが、ABCフレッシュアップベースボール「オリックス・バファローズ対阪神タイガース戦」が延長したため、3週間遅れての放送となった。